# NATO Special Committee
Das 1952 gegründete NATO Special Committee mit dem Code AC/46 ist der Nachrichtendienst-Ausschuss der NATO. Es berät den Nordatlantikrat und die Mitglieder der NATO u. a. in Fragen der Terrorbekämpfung und Spionageabwehr. Im Gegensatz zu anderen Nachrichtendiensten wird es selbst nicht bei der Informationsbeschaffung aktiv, sondern bezieht seine Informationen von den Diensten seiner Mitglieder. Der Vorsitz des Special Committee wechselt jährlich.
Daneben unterhält die NATO aktive nachrichtendienstliche Einheiten wie das Office of Security (NOS) für interne Datensicherheit und das Allied Command Counterintelligence (ACCI) für Spionageabwehr.

## Informationsteilhabe innerhalb der NATO
Die zivilen und militärischen Nachrichtendienste der NATO-Mitgliedsstaaten versorgen die NATO mit ausgewählten nachrichtendienstlichen Informationen. Diese Informationen werden mit nationalen Mitteln und Methoden gewonnen und genießen meist einen besonderen Schutz hinsichtlich ihrer Quellen, Beschaffung und Auswertungsmethoden. 
Staaten des ehemaligen Warschauer Pakts mit teilweise historisch guten Verbindungen nach Russland werden innerhalb der NATO-Nachrichtendienste besonders behandelt. NATO-Verschlusssachen (NATO Security Clearance) werden für einige Militärattachés später beigetretener Staaten, besonders für Bulgarien, nicht freigegeben.